# Giulio Rosati
Pour les articles homonymes, voir Rosati (homonymie).
Giulio Rosati (né à Rome en 1858 et mort à Rome en 1917) est un peintre orientaliste italien de la fin du XIXe et du début du XXe siècle représentatif du style académique. 

## Biographie

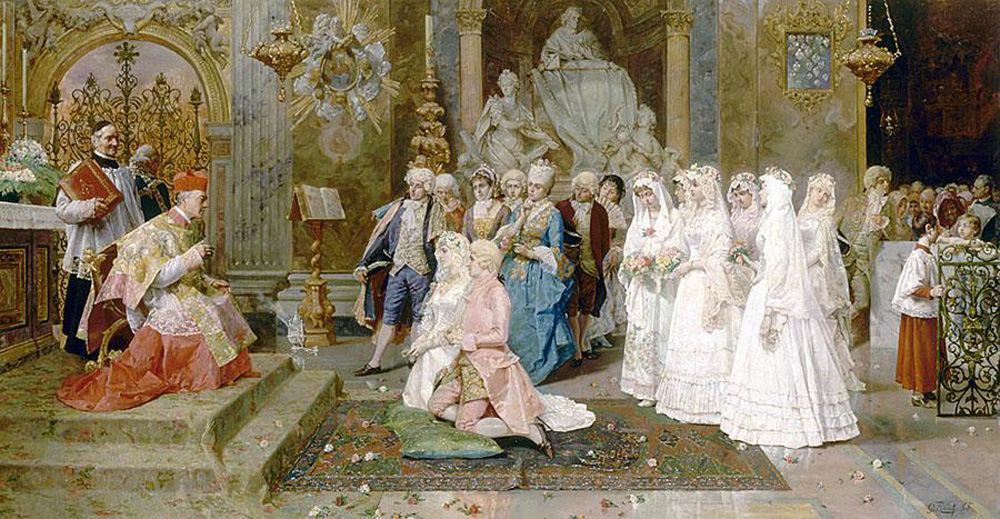
Le Mariage

Giulio Rosati étudie la peinture à l'Accademia di San Luca à compter de 1875 et il a pour professeur les peintres académistes Dario Querci (en) et Francesco Podesti, puis le peintre espagnol Luis Álvarez Catalá (en).
L'orientalisme devient son thème de prédilection et en particulier le Maghreb, dont il peint d'une manière très colorée des personnages que l'on croirait tirés de récits d'aventure. Il n'est d'ailleurs pas certain qu'il ait voyagé en Afrique du Nord et sa documentation provient surtout des photographies et des objets que l'on trouvait alors à Rome, où il est installé. Il utilise la peinture à l'huile, mais davantage l'aquarelle dont il maîtrise particulièrement bien la technique. Il est l'un des peintres orientalistes les plus prolifiques de la fin du XIXe et du début du XXe siècle.
Son fils Alberto Rosati (1893-1971) est un peintre paysagiste réputé.

## Œuvres
Sujets orientaux
- Bédouins préparant un raid
- L'Examen du sabre
- Choix de la favorite
- Une nouvelle arrivée
- Sélection de la favorite
- Un camp dans le désert
- Une halte dans le désert
- La Danse du harem
- Un marché arabe
- Un marchand de tapis

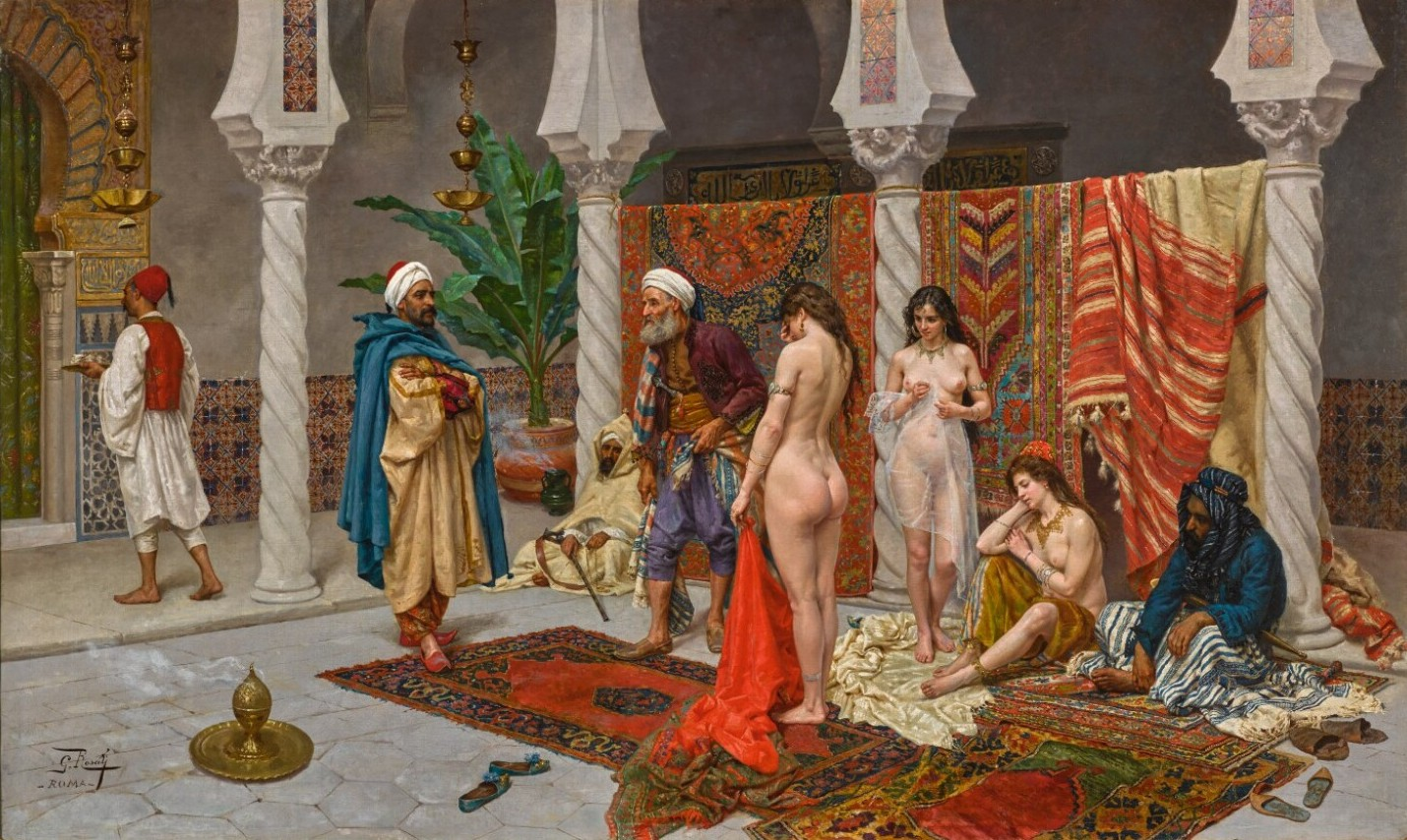
Le Choix de la favorite au harem

- Une expédition couronnée de succès
- Les Vendeurs de tapis
- Une partie de moultezim
- Un cavalier s'arrêtant devant un campement de bédouins

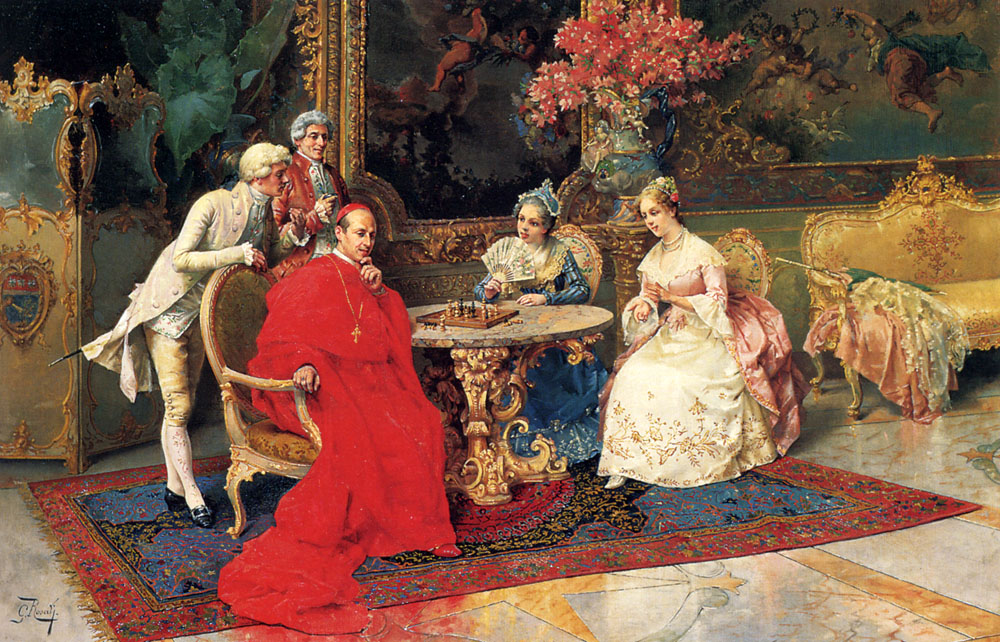
Les Joueurs d'échec

- La Discussion

Sujets européens
- Les Joueurs d'échecs
- Le Mariage au XVIIIe siècle